# Buccinum angulosum
Buccinum angulosum är en snäckart som beskrevs av John Edward Gray 1839. Buccinum angulosum ingår i släktet Buccinum och familjen valthornssnäckor. Utöver nominatformen finns också underarten B. a. angulosum.